# Магадан
Магада́н — город-порт на северо-востоке России. Административный центр Магаданской области и одноимённого городского округа.
Население — 90 421 чел. (2025). В Магадане проживает более 66 % от населения Магаданской области (2022 год).
Расположен вокруг сопок на берегу Тауйской губы Охотского моря — на перешейке, соединяющем полуостров Старицкого с материком между бухтами Нагаева и Гертнера. Климат — суровый, с коротким летом, на которое приходится период белых ночей.
Носит почётное звание «Город трудовой доблести».
Основан как рабочий посёлок для освоения полезных ископаемых Колымского края в 1929 году, статус города с 1939 года. Река Магаданка делит город на две части. Крупнейшей рекой в пределах городского округа является Дукча, долина которой имеет важное сельскохозяйственное и рекреационное значение для экономики города. Исторический центр образуют ансамбли зданий, построенные в 1950-е годы по проектам ленинградских архитекторов в стиле неоклассицизма.

## Этимология
Откуда взялось название — до сих пор точно не известно. По одной из версий, оно произошло от эвенского слова монгодан — «морские наносы», по другой — от монгот — «высохшее дерево»; тогда монгодан — «скопление сухих деревьев»; по третьей — от прозвища бедного эвена Магды — «трухлявого пенька», обитавшего здесь когда-то. 
По мнению Евгения Михайловича Поспелова, менее убедительна версия, связывающая название с именем эвена Магда, на месте стойбища которого со временем вырос город.

## Геральдика
Флаг утверждён решением Магаданской городской Думы от 1 июля 1999 года № 48-Д и зарегистрирован в Государственном геральдическом регистре Российской Федерации с присвоением регистрационного номера 602.
Герб утверждён решением Магаданской городской Думы от 27 августа 1999 года № 73-Д и зарегистрирован в Государственном геральдическом регистре Российской Федерации с присвоением регистрационного номера 601.
За основу герба города Магадана принят герб, утверждённый решением IX сессии XI созыва Магаданского городского Совета депутатов трудящихся от 18 июня 1968 года, автор проекта герба — художник Мерзлюк Николай Константинович.
Общая форма герба города Магадана традиционно-геральдическая. В основу его взят щит, разделённый на две части.
В верхней части герба на красном фоне изображён в стремительном прыжке легендарный золотой олень, сопровождаемый внизу двумя четырёх лучевыми звёздами того же металла, из которых первая больше в перевязь.
Олень одновременно олицетворяет две главные отрасли хозяйства Магаданской области, административным центром которой является город Магадан: добычу золота и оленеводство.
Нижняя часть герба представлена в виде голубого (синего, лазоревого) поля, тонко окаймлённого серебром со стилизованными морскими волнами в виде трёх чешуйчато изогнутых поясов того же металла и символизирует город Магадан, как морские ворота Колымы.

## История

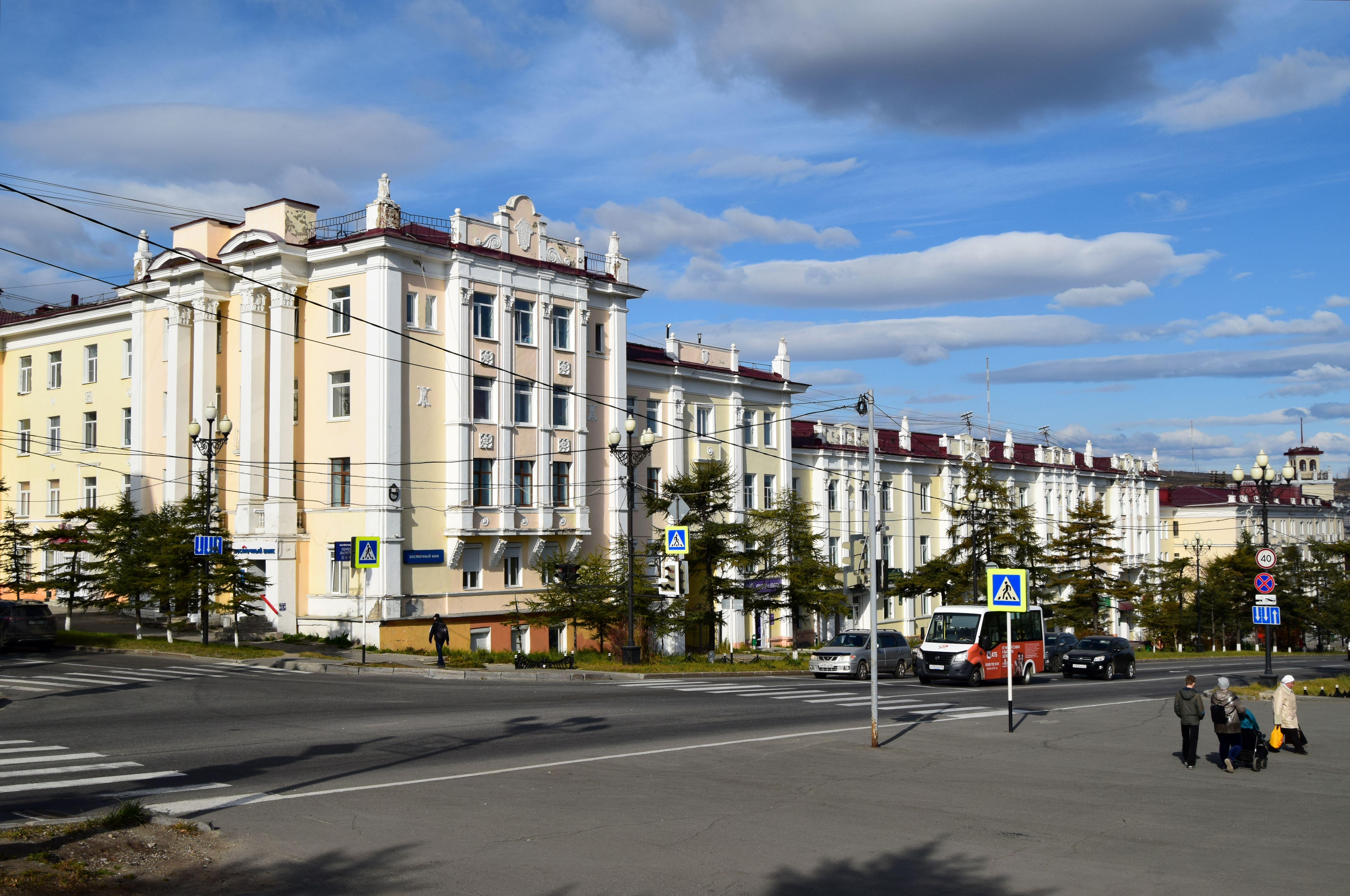
Проспект Ленина

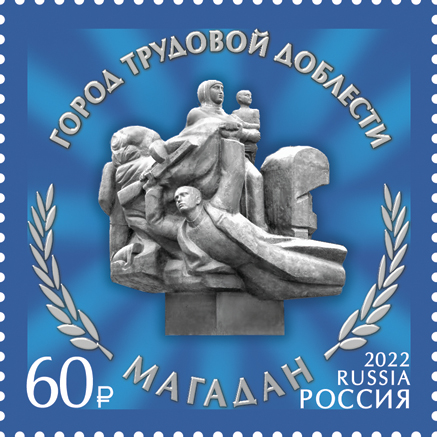
Почтовая марка 2022 год. Города трудовой доблести. Монумент «Узел памяти» в Магадане (скульптор В. Ролдугин и архитектор Н. Лушик)

В XX веке в связи с поиском новых мест добычи драгоценных металлов возрос интерес русского правительства к Чукотке и Охотскому побережью. На окраину России снарядили несколько экспедиций, но промышленного золота обнаружено не было. В 1915 году в бассейне Среднекана старатель-одиночка Шафигуллин по прозвищу Бориска нашёл первое на Колыме золото. В 1926 году экспедиция Сергея Владимировича Обручева установила благоприятные геологические условия для залегания этого металла.
Через два года Первая Колымская экспедиция Юрия Александровича Билибина положила начало детальному изучению Колымы. Достоверные сведения об экономике края были получены гидрографической экспедицией Ивана Фёдоровича Молодых, который рекомендовал бухту Нагаева как удобную для сооружения порта и исходную точку строительства дороги.
13 октября 1928 года Ольский районный исполнительный комитет принял решение о постройке Восточно-Эвенской (Нагаевской) культбазы, а 22 июня 1929 года началось строительство жилых домов, школы, ветеринарного пункта, больницы и здания интерната.
Посёлок Магадан на месте будущего города был основан в 1929 году. В 1930—1934 годах он был центром Охотско-Эвенского национального округа.
11 ноября 1931 года было издано Постановление ЦК ВКП(б) «О Колыме», которым было предписано образовать на Колыме «специальный трест с непосредственным подчинением ЦК ВКП(б)» для добычи золота. 13 ноября 1931 года был организован Государственный трест по дорожному и промышленному строительству в районе Верхней Колымы — «Дальстрой». В целях обеспечения имеющихся и планируемых работ «Дальстроя» на территориях, где постоянное население ранее почти полностью отсутствовало, на основании приказа ОГПУ от 01.04.1932 г. № 287/с был создан Северо-Восточный исправительно-трудовой лагерь (Севвостлаг или УСВИТЛ). Первый этап заключённых (не менее 100 человек) прибыл в бухту Нагаева на пароходе «Сахалин» вместе с другими вольнонаёмными работниками государственного треста и стрелками военизированной охраны 4 февраля 1932 года. Согласно отчёту «Дальстроя», в 1932-м из 13 тысяч человек рабочей силы было 9,9 тысячи заключённых и 3 тысячи вольнонаёмных; за 1932 год прибыло на Колыму 1387 человек и убыло на материк 872.
Когда в ноябре 1931 года на пароходе «Славстрой» прибыли демобилизованные солдаты Дальневосточной армии, население увеличилось сразу с 500 до 2000 человек. Появился палаточный — «ситцевый» городок, а палаточная улица была названа именем командующего Дальневосточной армией Василия Константиновича Блюхера (сейчас — улица Нагаева).
Горняки и геологи нуждались в продовольствии и оборудовании, а доставка грузов по вьючной Ольской тропе и затем сплавом по Малтану и Бахапче занимала много времени, поэтому началось строительство дороги с Охотского побережья к приисковым районам.
4 марта 1933 года открылась больница, обслуживавшая население Магадана, Нагаева и ближайших населённых пунктов. Первым начало работу терапевтическое отделение.
К концу 1930-х годов Колымский край стал местом расположения лагерей ГУЛАГ. Десятки тысяч заключённых были заняты на работах по добыче золота. Кроме этого, тысячи заключённых в 1937—1938 годах были расстреляны по решению тройки НКВД. Были также репрессированы первый директор «Дальстроя» Берзин, инициатор всех издательских начинаний в Магадане Роберт Августович Апин, журналист Алексей Евграфович Костерин, писатель Исаак Ефимович Гехтман, руководители заводов, управлений. Зловещая репутация Колымы побудила Александра Солженицына назвать её в своей книге «Архипелаг ГУЛАГ» «полюсом холода и жестокости» в системе ГУЛАГа.
14 июля 1939 года рабочий посёлок Магадан был преобразован в город. Эту дату принято считать годом рождения Магадана.
После смерти Сталина в 1953 году заключённые на Колыме стали постепенно замещаться рабочими и специалистами из других регионов страны, привлекаемыми экономическими, а не репрессивными методами (более высокой зарплатой, льготами).
3 декабря 1953 года Президиум Верховного Совета ССР издал указ «Об образовании Магаданской области», а 26 апреля 1954 года Верховный Совет СССР утвердил создание Магаданской области. Магадан стал административным, экономическим, научным и культурным центром. Быстро менялся внешний вид города-лагеря. Транзитные городки не вмещали возвращавшихся на материк тысячи освобождённых заключённых. Ликвидировались лагерные пункты, сносились бараки. В 1953 году город принял учащихся в красивом здании горно-геологического техникума (архитектор — П. Н. Андрикамнс, конструктор — В. А. Илларионов). В 1954 году началось регулярное воздушное сообщение Магадан — Москва (на самолёте Ил-12 полёт длился 48 часов). Подарком для жителей города стал Дворец спорта (авторы проекта — А. В. Машинский, С. М. Курдубов, Г. П. Малсчкин); открытие его состоялось 15 июля 1954 г. Через три года в области засветились экраны телевизоров, принявшие сигналы любительской студии телевидения.
В 1955 году открылась областная больница (на базе городской).

## Физико-географическая характеристика

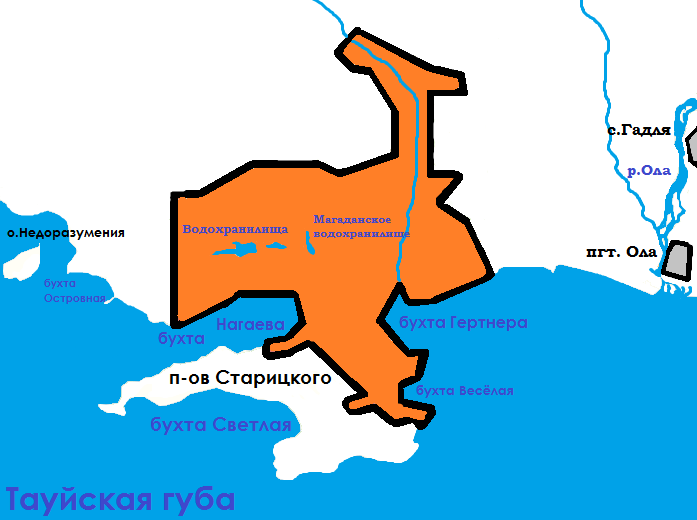
Город Магадан на карте

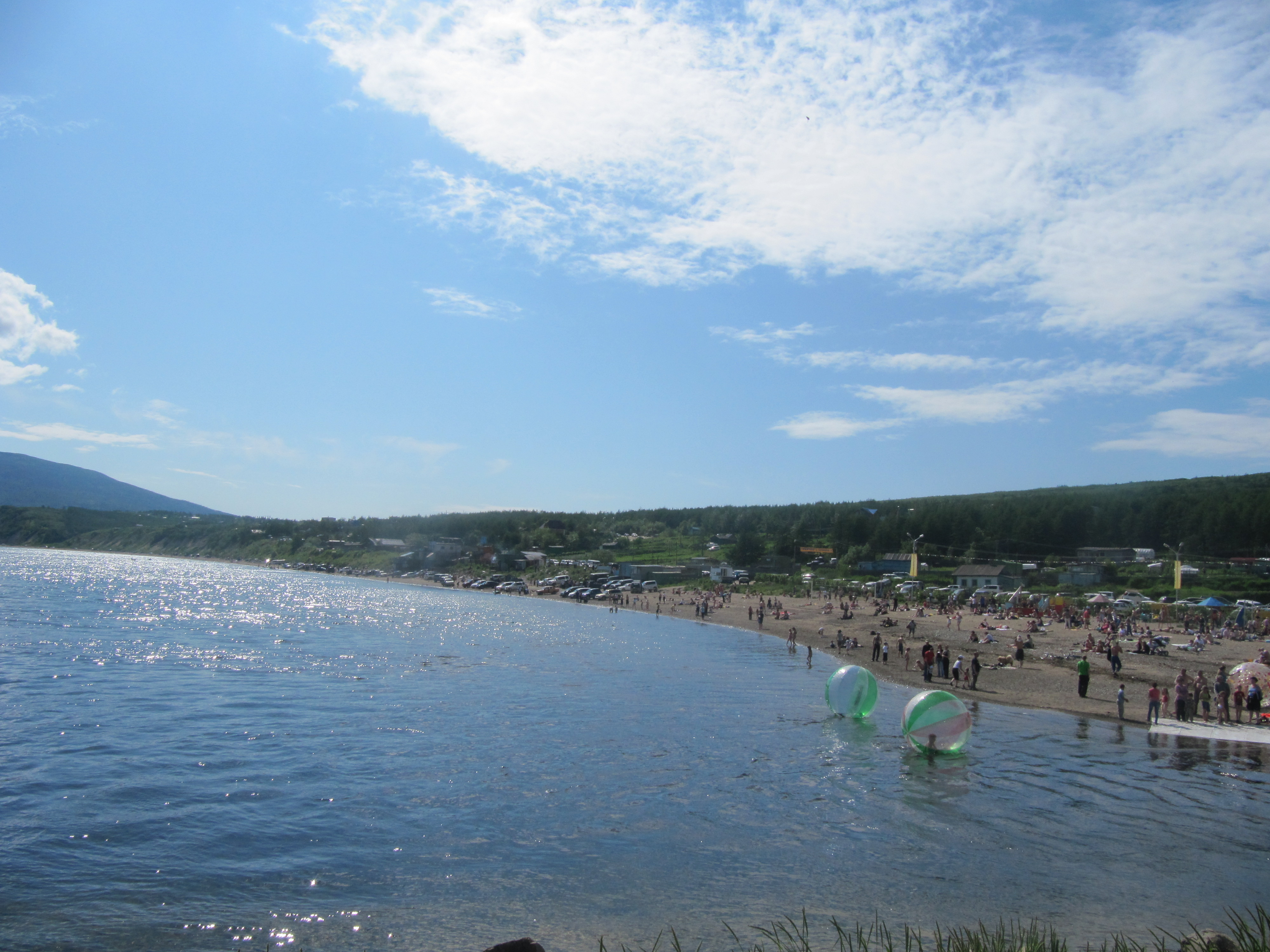
Городской пляж

### Географическое положение
Город расположен на территории между бухтами Нагаева и Гертнера, на побережье Охотского моря. Расстояние от Магадана до Москвы по автодорогам — 10 210 км. К югу от Магадана расположен Владивосток, до которого расстояние составляет около 5000 км.
Магадан находится в часовой зоне МСК+8. Смещение применяемого времени относительно UTC составляет +11:00. В соответствии с применяемым временем и географической долготой средний солнечный полдень в Магадане наступает в 12:57.

### Климат
Для Магадана характерен субарктический климат с чертами морского. Зима длительная и холодная, смягчаемая Охотским морем. Лето короткое и прохладное, с частыми ветрами. Средняя температура преодолевает отметку 0 °C только в мае, а ниже 0 °C становится в начале октября. Самый тёплый месяц года — август со средним дневным максимумом +15 °C, самый холодный месяц года — январь — имеет среднесуточную температуру −16,4 °C.
| Показатель                      | Янв.  | Фев.  | Март  | Апр.  | Май   | Июнь | Июль | Авг. | Сен. | Окт.  | Нояб. | Дек.  | Год  |
| ------------------------------- | ----- | ----- | ----- | ----- | ----- | ---- | ---- | ---- | ---- | ----- | ----- | ----- | ---- |
| Абсолютный максимум, °C         | 2,4   | 3,2   | 5,8   | 9,7   | 22,3  | 24,5 | 27,8 | 26,1 | 20,2 | 13,8  | 6,6   | 3,3   | 27,8 |
| Средний суточный максимум, °C   | −14,2 | −12,5 | −8    | −1,6  | 4,9   | 11,3 | 14,8 | 15   | 10,4 | 1,7   | −7,3  | −12,8 | 0,1  |
| Средняя температура, °C         | −16,4 | −15,4 | −11,4 | −4,6  | 1,8   | 7,8  | 11,8 | 12   | 7,5  | −0,9  | −9,8  | −14,9 | −2,7 |
| Средний суточный минимум, °C    | −18,5 | −17,8 | −14,4 | −7,5  | −0,5  | 5,2  | 9,6  | 9,7  | 5,1  | −3,1  | −12   | −17   | −5,1 |
| Абсолютный минимум, °C          | −34,6 | −33,3 | −30,8 | −23,5 | −10,8 | −3   | 2,0  | −1   | −6,3 | −21,1 | −26,9 | −37   | −37  |
| Норма осадков, мм               | 14    | 13    | 17    | 33    | 37    | 47   | 64   | 93   | 77   | 80    | 60    | 26    | 561  |
| Температура воды, °C            | −1,7  | −1,7  | −1,7  | −1,5  | 1,1   | 7,4  | 12   | 12,1 | 8,7  | 4,4   | −0,2  | −1,7  | 3,1  |
| Источник: Погода и климат ЕСИМО |       |       |       |       |       |      |      |      |      |       |       |       |      |

| Показатель                       | Янв.  | Фев.  | Март | Апр. | Май  | Июнь | Июль | Авг. | Сен. | Окт. | Нояб. | Дек.  | Год   |
| -------------------------------- | ----- | ----- | ---- | ---- | ---- | ---- | ---- | ---- | ---- | ---- | ----- | ----- | ----- |
| Средний суточный максимум, °C    | −13,6 | −13   | −7,1 | −0,9 | 5,6  | 11,5 | 16,1 | 15,0 | 10,8 | 1,6  | −7,9  | −11,3 | 0,6   |
| Средняя температура, °C          | −15,6 | −15,3 | −10  | −3,7 | 2,8  | 8,8  | 13,4 | 12,6 | 8,2  | −1,1 | −9,9  | −13,4 | −1,9  |
| Средний суточный минимум, °C     | −17,5 | −17,6 | −13  | −6,6 | 0,1  | 6,0  | 10,7 | 10,1 | 5,5  | −3,5 | −11,8 | −15,4 | −4,4  |
| Среднее число дней с заморозками | 31,0  | 28,0  | 30,7 | 28,5 | 14,3 | 0,0  | 0,0  | 0,0  | 1,9  | 23,3 | 30,0  | 30,7  | 218,3 |
| Источник: pogodaonline.ru        |       |       |      |      |      |      |      |      |      |      |       |       |       |

| Показатель              | Янв.  | Фев.  | Март  | Апр.  | Май  | Июнь | Июль | Авг. | Сен. | Окт. | Нояб. | Дек. | Год  |
| ----------------------- | ----- | ----- | ----- | ----- | ---- | ---- | ---- | ---- | ---- | ---- | ----- | ---- | ---- |
| Абсолютный максимум, °C | −1,5  | −1,3  | 1,8   | 0,0   | 8,6  | 16,6 | 17,8 | 18,0 | 14,0 | 8,7  | 4,9   | −0,3 | 18,0 |
| Средняя температура, °C | −1,73 | −1,73 | −1,73 | −1,49 | 1,09 | 7,40 | 12,0 | 12,1 | 8,65 | 4,36 | −0,15 | −1,7 | 3,12 |
| Абсолютный минимум, °C  | −1,8  | −1,8  | −1,8  | −1,8  | −1,8 | −1   | 3,2  | 1,0  | 2,7  | 0,3  | −1,8  | −1,8 | −1,8 |

## Население
| 1939     | 1956     | 1959     | 1962     | 1963     | 1964     | 1965     | 1966     | 1967     | 1970     |
| -------- | -------- | -------- | -------- | -------- | -------- | -------- | -------- | -------- | -------- |
| 27 313   | ↗55 000  | ↗62 225  | ↗68 000  | ↗72 000  | ↗76 000  | ↗79 000  | ↗81 000  | ↗82 000  | ↗92 105  |
| 1971     | 1972     | 1973     | 1974     | 1976     | 1979     | 1982     | 1983     | 1984     | 1985     |
| ↗95 000  | ↗98 000  | ↗101 000 | ↗105 000 | ↗113 000 | ↗121 250 | ↗131 000 | ↗134 000 | ↗138 000 | ↗142 000 |
| 1986     | 1987     | 1989     | 1990     | 1991     | 1992     | 1993     | 1994     | 1995     | 1996     |
| ↗143 978 | ↗148 000 | ↗151 652 | ↗154 000 | ↗154 781 | ↘152 000 | ↘142 000 | ↘135 000 | ↘128 000 | ↘124 100 |
| 1997     | 1998     | 1999     | 2000     | 2001     | 2002     | 2003     | 2005     | 2006     | 2007     |
| ↘123 000 | ↘121 523 | ↗121 720 | ↘120 931 | ↘120 600 | ↘99 399  | ↗99 400  | ↗99 800  | ↗100 000 | ↗100 200 |
| 2008     | 2009     | 2010     | 2011     | 2012     | 2013     | 2014     | 2015     | 2016     | 2017     |
| ↘99 600  | ↘98 961  | ↘95 982  | ↘95 735  | ↘95 463  | ↘95 048  | ↘94 344  | ↘92 974  | ↘92 081  | ↗92 711  |
| 2018     | 2019     | 2020     | 2021     | 2023     | 2024     | 2025     |          |          |          |
| ↗92 782  | ↘91 781  | ↗92 052  | ↘90 757  | ↘89 834  | ↘89 193  | ↗90 421  |          |          |          |

На 1 января 2025 года по численности населения город находился на 184-м месте из 1124 городов Российской Федерации.
После проведения административной реформы ранее относившиеся к городу Магадану населённые пункты Уптар и Сокол не учитываются в населении города Магадана.

## Местное самоуправление
Город Магадан с пгт Сокол и Уптар в рамках организации местного самоуправления образует одноимённый городской округ.

## Экономика

### Энергетика

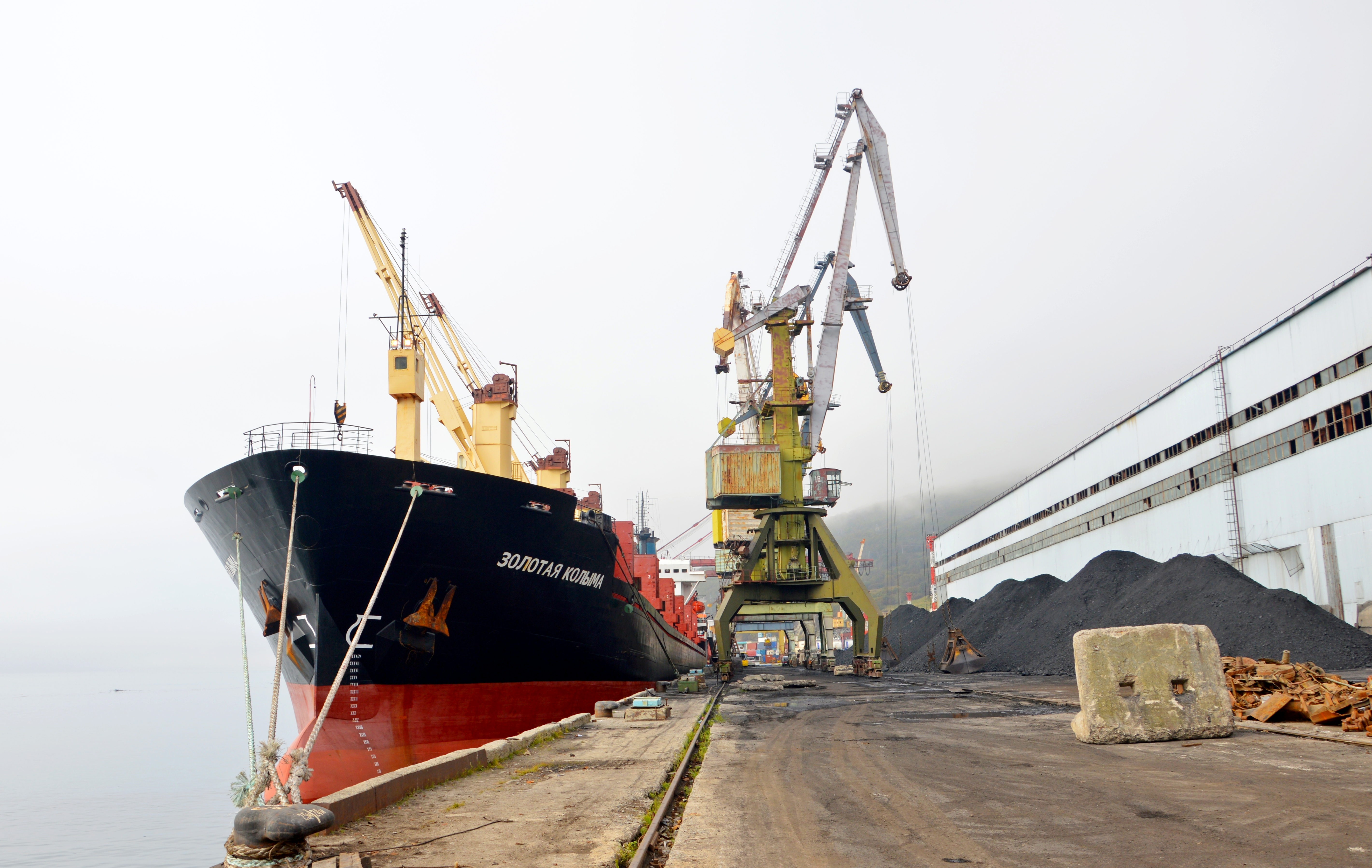
Разгрузка угля с балкера «Золотая Колыма» в Магаданском морском торговом порту

В 1933 году в Магадане была построена первая крупная электростанция мощностью 672 кВт.
Производство тепловой энергии осуществляет Магаданская ТЭЦ. Электроснабжение осуществляют «Магаданэнерго», «Южные электрические сети», «Магаданэлектросеть».

### Промышленность
В городе производят горное оборудование, находятся предприятия по переработке рыбы, машиностроительные заводы и иные промышленные предприятия:
- Магаданский механический завод
- Магаданский деревообрабатывающий комбинат
- Магаданский шиноремонтный завод
- «Омолонская золоторудная компания»
- «Русская компания феррометаллов»
- «Колымская угольная компания»
- Магаданский гормолзавод
- Магаданский хлебозавод
- Магаданский рыбозавод
- Магаданский завод по производству безалкогольных напитков
- Магаданский завод крупнопанельного домостроения

Ремонтно-механический завод, разрабатывающий и производящий тяжёлую горную технику и запчасти к ней, который поставляет свою продукцию во все золотодобывающие регионы России, ряд стран СНГ и страны Африки. В постсоветское время были построены важные предприятия золотодобывающей отрасли.

### Здравоохранение
Магаданская городская больница — городская больница Магадана.

## Транспорт

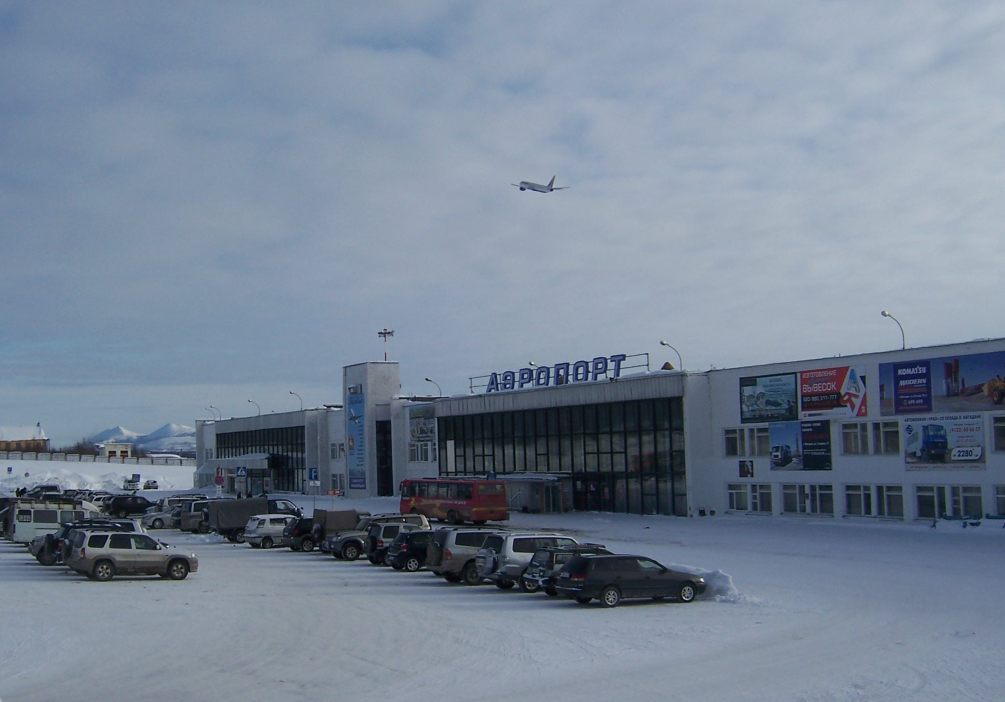
Аэропорт

### Автотранспорт
От Магадана через основные посёлки области проходит федеральная автодорога Р504 «Колыма», соединяющая область с Якутией и «большой землёй».
Магаданские автотранспортные предприятия осуществляют регулярные автобусные рейсы в населённые пункты Ола, Армань, Палатка, Сокол, Уптар, Ягодное, Сусуман, Усть-Омчуг, Матросово. Также по городу курсируют маршрутные такси.

### Железная дорога
Действующей железной дороги в Магадане в настоящее время нет.
В 1940—50 гг. действовала линия Магадан-Палатка.
«РЖД» рассматривают возможность строительства в Магадан до 2035 года железной дороги от станции Нижний Бестях Амуро-Якутской железнодорожной магистрали, что поспособствует освоению территории с огромными залежами полезных ископаемых.
Существуют планы по продлению Амуро-Якутской железной дороги до Магадана.

### Морской порт
Второй по величине морской порт на северо-востоке страны (после Петропавловска-Камчатского), работающий круглогодично (с декабря по май — ледовая проводка — один или несколько ледоколов, проводящих группу или караван судов).

### Авиатранспорт
Международный аэропорт «Магадан» (Сокол) имени В. С. Высоцкого — крупнейший на северо-востоке России, он же является, можно сказать, единственным узлом, служащим для перевозки людей и срочных грузов. Второй аэропорт (Магадан-13) в 1990—2000-х годах потерял своё значение и в настоящее время используется для небольшого числа чартерных вылетов.
Предприятие «Аэронавигация Северо-Востока» — филиал ФГУП «Государственная корпорация по организации воздушного движения в Российской Федерации» — обслуживает и отслеживает ежедневно около 450 полётов. Это единственный укрупнённый центр контроля полётов в России.
Магаданский филиал научно-производственной компании «ПАНХ» производит транспортировку специального оборудования, строительно-монтажные и прочие специальные авиационные работы
Магаданский авиаремонтный завод производил ремонт вертолётов Ми-8 до своего банкротства в 2018 году. На его базе было организовано лётное предприятие «Поляр-Авиа».

## Наука и образование
В Магадане находится Северо-Восточный научный центр Дальневосточного отделения Российской академии наук, который объединяет следующие академические учреждения:
- Северо-Восточный комплексный научно-исследовательский институт (СВКНИИ) ДВО РАН
- Институт биологических проблем севера (ИБПС) ДВО РАН
- Научно-исследовательский центр «Арктика» ДВО РАН.

Кроме того, в Магадане находится Магаданский филиал НИИ рыбного хозяйства и океанографии (ФГБНУ «МагаданНИРО»), Магаданский филиал НИИ сельского хозяйства ФГБНУ Магаданский НИИСХ, а также Северо-Восточная научно-исследовательская мерзлотная станция института мерзлотоведения им. Мельникова СО РАН.
Высшее образование представлено единственным во всей области учреждением — Северо-Восточным государственным университетом (СВГУ). Ранее действовали также филиалы вузов из других регионов:
- Магаданский филиал Санкт-Петербургского университета технологии управления и экономики (до 2019 года[73]),
- Магаданский филиал Московского государственного юридического университета имени О. Е. Кутафина (до 2016 года[74]),
- Магаданский филиал Российского государственного гуманитарного университета (до 2016 года)

Ведут обучение 7 среднепрофессиональных учебных заведений, а именно:
- Магаданский политехнический техникум, МПТ
- Магаданский колледж сервиса и технологий, МКСиТ
- Магаданский промышленный техникум, МПТ (Профессиональный лицей № 1)
- Магаданский лицей индустрии питания и сферы услуг, МЛПиСУ (Профессиональный лицей № 2)
- Магаданский строительно-технический колледж (Профессиональный лицей № 3)
- Магаданский медицинский колледж
- Магаданский колледж искусств

Также работают 22 общеобразовательные школы.
Действуют 11 библиотек и несколько музеев, среди которых следует выделить областной краеведческий музей и Областную научную универсальную библиотеку им. А. С. Пушкина.

## Связь
Стационарную телефонную связь в городе и в посёлках Магаданской области предоставляют ПАО «Ростелеком», ООО «АльтаВистаТелеком», ООО «Арбуз» и ООО «Маглан», городские телефонные номера шестизначные. Помимо этого, в городе работают 6 федеральных операторов сотовой связи: «МТС», «Билайн», «МегаФон», «YOTA» (на сетях «МегаФона»), t2 и «Ростелеком» (на сетях t2). «Ростелеком», помимо предоставления услуг стационарной и сотовой телефонной связи, является крупнейшим интернет-провайдером в городе и в регионе, предоставляя доступ в глобальную сеть по технологии FTTB. Услуги домашнего интернета предоставляют также компании «Дальневосточная телекоммуникационная компания» (ДВТК), «Маглан», «Магнет» и «Арбуз». В 2016 году Ростелеком ввёл в эксплуатацию собственную ПВОЛС, проведённую от Сахалина до Магадана, что позволило существенно повысить скорость безлимитного проводного доступа в интернет. В будущем планируется запуск ВОЛС Якутия-Магадан, прокладка которой осуществляется НПО «Импульс».
Телевизионное и радиовещание обеспечивают:
- «Магаданский областной радиотелевизионный передающий центр», являющийся филиалом ФГУП «Российская телевизионная и радиовещательная сеть»,
- ООО «Семь Кругов» и
- ООО «ТВ-Колыма-Плюс».

Услуги кабельного телевидения в городе предоставляют:
- ООО «Дальневосточная телекоммуникационная компания» (под брендом «Мир антенн») и
- ООО «Маглан ТВ»;

услуги интерактивного телевидения:
- ПАО «Ростелеком» и
- ООО «Арбуз».

## Средства массовой информации
Среди известных СМИ города 3 телерадиокомпании — это ГТРК «Магадан», «ТВ-Колыма-Плюс» и «Карибу», интернет-издания — «Колыма.ру», «MagadanMedia», «Весьма», «Говорит Магадан», печатные издания — «Аргументы и факты. Магадан», «Магаданская правда», «Вечерний Магадан», «Вести города М», «Колымский тракт» и другие.
Местные телепрограммы можно увидеть на 2, 7 и 9 позициях первого мультиплекса цифрового эфирного ТВ (телеканалы Россия-1, Россия-24 и ОТР), в рамках врезок ГТРК «Магадан» на каналах ВГТРК и областной телерадиокомпании «ТВ-Колыма-Плюс» на канале ОТР. В кабельном вещании доступны телеканалы «ТВ-Колыма-Плюс» (21 кнопка) и «ТВ-Карибу».
Также в городе, помимо различных сетевых радиостанций, вещают 2 самостоятельные, это:
- «Карибу-Арт» (104.2 FM) и
- «Радио Колыма» (107.5 FM).

## Культура

### Кинотеатры
В Магадане действуют кинотеатры «Горняк», «Нагаевский», «Радуга-Кино».

### Театры
В Магадане действуют два театра:
- Строительство здания Магаданского областного дома культуры имени М. Горького было начато весной 1940 года. Открытие состоялось 5 октября 1941 года. После объединения театральной труппы дома культуры с Магаданским эстрадным театром возник Магаданский музыкально-драматический театр имени Горького[76]. Современное название — Магаданский государственный музыкальный драматический театр.
- Магаданский государственный театр кукол был создан в 1979 году выпускником Щукинского училища Александром Романовым. Первые постановки проходили на сцене Магаданского дворца профсоюзов. С 1994 года театр имеет собственное здание. Основу репертуара составляют спектакли по сказкам, в том числе и по мотивам фольклора народов севера.[77] Среди спектаклей пьесы чукотской поэтессы А. Кымытваль «Олень — золотые рога» и «Праздник солнца», магаданского писателя В. Леонтьева «Приключения храброго Эйвелькея».

### Изобразительное искусство

Скульптура мамонта в Магадане

В апреле 1956 года открыты Магаданские художественно-производственные мастерские Якутского отделения Художественного фонда РСФСР. 27 апреля 1962 года образовано Магаданское отделение Союза художников. Оно ежегодно проводит выставки художников Магаданской области. Появление в городе отделения Союза художников дало возможность профессиональной работы в сфере изобразительного искусства. С 1960-х годов магаданские художники принимали участие в зональных, республиканских и всесоюзных (после 1991 года — всероссийских) выставках. Их работы хранятся во многих музеях России, в том числе Третьяковской галерее в Москве и Русском музее в Санкт-Петербурге. В городе работали такие художники, как Валентин Иосифович Антощенко-Оленев, Дмитрий Афанасьевич Брюханов, Георгий Карлович Вагнер, Василий Иванович Шухаев, скульптор Георгий Дмитриевич Лавров.

### Музеи
В городе действуют:
- Магаданский областной краеведческий музей[80],
- Музей естественной истории Северо-Восточного комплексного научно-исследовательского института Дальневосточного отделения Российской академии наук,
- Музей-квартира (салон-музей) Вадима Алексеевича Козина,
- геологический музей Магаданского филиала ФБУ «Территориальный фонд геологической информации по Дальневосточному территориальному округу».

### Музыка
Организацией деятельности музыкальных коллективов и проведением концертов занимается Магаданская областная филармония. При филармонии действуют ансамбль песни и танца «Энэр» («Звезда») и оркестр русских народных инструментов.
Ежегодно в Магадане проходит конкурс исполнительного искусства «Звездопад», целью которого является выявление и поощрение талантливых исполнителей эстрадной музыки.

## Архитектура
Исторический центр образуют ансамбли зданий, построенные в 1950-е годы по проектам ленинградских архитекторов в стиле неоклассицизма.

### Маска скорби
«Маска скорби» — мемориал жертвам политических репрессий, которые были заключены в исправительно-трудовые лагеря Севвостлага на Колыме.
Центральный монумент мемориала (скульптор — Эрнст Иосифович Неизвестный, архитектор — Камиль Тагирович Козаев) представляет собой стилизованное лицо человека, из левого глаза которого текут слёзы в виде маленьких масок. Правый глаз изображён в форме окна с решёткой. За окном подвешен колокол, звенящий на ветру. С обратной стороны монумента находятся плачущая женщина и мужчина с запрокинутой головой на кресте. Внутри монумента расположена стилизованная копия тюремной камеры.
Монумент установлен на сопке Крутая и открыт 12 июня 1996 года. Здесь в сталинские времена находилась «Транзитка» — перевалочный пункт, с которого этапы заключённых отправляли по разным колымским лагерям.

## Религия
Свято-Троицкий кафедральный собор в Магадане — храм-памятник жертвам политических репрессий. Начало строительства положено в октябре 2001 года (возводился на средства и пожертвования прихожан и организаций). Инициатор строительства — епископ Феофан (покинул службу в Магадане в связи с переводом в Краснодар). Освящён 1 сентября 2011 года. Это крупнейший на Дальнем Востоке православный храм. Общая площадь Собора с учётом прилегающей территории — более 9 тыс. м². Прообразом архитектурного решения послужила древнерусская Владимирско-Новгородская архитектура. Свято-Троицкий собор — один из самых высоких в России: высота центрального купола с крестом составляет 71,2 м. Роспись собора выполнена Палехскими мастерами. Настоятель: епископ Магаданский и Синегорский Иоанн.
Действуют также Магаданский кафедральный собор Сошествия Святого Духа на Апостолов, храм Святителя Николая Чудотворца, храм в честь Преп. Сергия Радонежского, храм Казанской иконы Божией Матери. 
Действует протестантсткая Церковь христиан-адвентистов седьмого дня.
В 2019 году в городе открылась мечеть.

## Международное сотрудничество
Города-побратимы Магадана, в скобках указана дата подписания договора о сотрудничестве:
- Тунхуа, КНР (1 июля 1992)
- Златица, Болгария (27 сентября 2012)
- Шуанъяшань, КНР (12 июля 2013)
- Барановичи, Беларусь (25 мая 2018)[88]
- Гомель, Беларусь (19 сентября 2024)[89]

## Топографические карты
- Лист карты O-56-14 Магадан. Масштаб: 1 : 100 000. Состояние местности на 1991 год. Издание 1995 г.
- Лист карты O-56-I Магадан. Масштаб: 1 : 200 000. Состояние местности на 1980 год. Издание 1987 г.

## Магадан в популярной культуре
- Песня Владимира Высоцкого «Мой друг уехал в Магадан»
- Песня Александра Новикова «Ожерелья Магадана».
- Песня Тимура Муцураева «18 лет» («По колымской дороге переход в Магадан…»)
- Песня Михаила Круга «Магадан».
- Наталья Ветлицкая, песня «Магадан, заброшенный край»[90].
- Вася Обломов, песня «Еду в Магадан»[91].
  - Существует также приквел этой песни.

## В художественной литературе
Как выглядел Магадан в конце 40-х начале 50-х годов прошлого века, описала Евгения Гинзбург в третьей части книги «Крутой маршрут».
Этот же период в жизни города нашёл отражение в романе Василия Аксёнова «Ожог».